# Chasseurs d'appart'
 (octobre 2024).
- Si vous ne connaissez pas le sujet, laissez ce bandeau (vous pouvez alors contacter les auteurs).
- Si vous supprimez le contenu mis en cause (vous pouvez préalablement contacter les auteurs),

argumentez précisément cette suppression dans la page de discussion
(un manque de référence n'est pas un argument ; une recherche réelle de référence doit avoir été effectuée, être formellement documentée).
Chasseurs d'appart' est une émission de télévision française, présentée par Stéphane Plaza. Il s'agit d'une création française diffusée sur M6 en access prime-time du lundi au vendredi depuis juillet 2015.
L'émission met en compétition pendant cinq jours trois agents immobiliers qui proposent des biens en vente (maison ou appartement) à visiter pour des particuliers changeant quotidiennement. L'agent immobilier ayant récolté le plus de coup de cœur et d'offres pour les biens proposés remporte la somme de 1 000 ou de 3 000 euros.
En Belgique elle est diffusée sur Plug RTL puis RTL-TVI.

## Principe & règles
L'émission met en compétition trois agents immobiliers ayant une personnalité différente. Chaque jour de la semaine, les agents étudient la demande d'un client. Deux semaines avant le tournage de l'émission, les agents reçoivent la demande du client. Chaque agent ne peut présenter qu'un bien le jour du tournage (sauf lors de la finale).
Les téléspectateurs suivent la visite pour voir quel agent a déniché le bien qui correspond le mieux à la demande du client. À la fin de la journée, le client désigne le bien qu'il a préféré. L'agent qui lui a présenté ce bien remporte 1 point et, si le client fait une offre acceptée ou non par le vendeur, remporte 3 points. Le vendredi, les deux agents ayant remporté le plus de points s'affrontent pour remporter 1000 € et si le client fait une offre acceptée par le vendeur, l'agent remporte 3000 €. Le finaliste ayant remporté le plus de points durant la semaine présente non pas 1 mais 2 biens.
Si à la fin du 4e jour, il y a égalité de points entre les 2 derniers agents en lice, c'est en fonction du classement établi par les clients qui détermine le qualifié pour la finale. En effet, avant l'annonce du bien préféré, un classement est établi par les clients entre le bien préféré et le bien le moins préféré.
|         | Lundi | Mardi | Mercredi | Jeudi | Total |
| ------- | ----- | ----- | -------- | ----- | ----- |
| Agent 1 |       |       |          |       |       |
| Agent 2 |       |       |          |       |       |
| Agent 3 |       |       |          |       |       |

## Chasseurs d'appart': Qui peut battre Stéphane Plaza?
Depuis 2020, l'émission est renommée Chasseurs d'appart' : Qui peut battre Stéphane Plaza ? et quelques changements ont été apportés à l'émission :
- Du lundi au mercredi, les 3 agents s'affrontent. Chaque coup de cœur de la part des clients fait marquer 1 point à l'agent (la méthode des 3 points est abandonnée).
- Le jeudi, ce sont les 2 agents ayant remporté le plus de points qui s'affrontent (le plus performant des 2 présente 2 biens).
- Le vendredi, c'est l'agent ayant remporté la demi-finale du jeudi qui affronte Stéphane Plaza, l'animateur du jeu (l'agent présente 2 biens). Le gagnant de cette finale remporte 3 000 € (si c'est l'agent qui l'emporte, la cagnotte est pour lui, si c'est Stéphane qui l'emporte, l'argent est reversé à une association qui varie à chaque finale).

|         | Lundi | Mardi | Mercredi | Total |                  | Jeudi |                | Vendredi |
| ------- | ----- | ----- | -------- | ----- | ---------------- | ----- | -------------- | -------- |
| Agent 1 |       |       |          |       | Demi-finaliste 1 |       | Finaliste      |          |
| Agent 2 |       |       |          |       | Demi-finaliste 2 |       | Stéphane Plaza |          |
| Agent 3 |       |       |          |       | -                | -     | -              | -        |

## Jeu de société
Un jeu de société issu de l’émission Chasseurs d’appart (Plaza City) est disponible depuis septembre 2019. Il est édité par Cartamundi et M6 Games.

## Audiences
L'émission réalise sa meilleure audience lors du dernier épisode de la 1re saison avec 1,46 million de téléspectateurs pour 11,4 % auprès de l’ensemble du public âgé de quatre ans et plus.
| Semaine                  | Audience       | Part de marché | Référence |
| ------------------------ | -------------- | -------------- | --------- |
| Du 6 au 10 juillet 2015  | 1,075 millions | 8,5 %          | [ 2 ]     |
| Du 13 au 17 juillet 2015 | 1,2 million    | 10,2 %         | [ 3 ]     |
| Du 20 au 24 juillet 2015 | 1,338 millions | 10,6 %         | [ 4 ]     |

Les audiences commencent à décoller dès la deuxième saison, et l'émission dépasse les 2 millions de téléspectateurs régulièrement. Le record d'audience de l'émission a été réalisé le 2 mars 2016. En effet, selon Médiametrie, l'émission aurait réuni ce jour-là plus de 2,2 millions de téléspectateurs, soit 12,6 % du public et 23,6 % des ménagères de moins de 50 ans (devant TF1).
Nouveau record de part de marché le 6 juillet 2016 avec 14 % du public soit 1,63 million de téléspectateurs.

## Controverses
En 2017, l'émission est accusée de sexisme à cause de commentaires de la voix-off (une femme) soulignant le sex-appeal de certaines agents immobiliers féminines. L'émission est placée sous la surveillance du Conseil supérieur de l'audiovisuel depuis septembre 2017 à la suite de la réception d'une quinzaine de signalements en février de la même année,.